# SHOWTIME 마마무X여자친구
《SHOWTIME 마마무X여자친구》는 2016년 7월 7일부터 8월 25일까지 MBC every1에서 방송된 프로그램이다. 쇼타임 시리즈 사상 최초로 두 걸그룹이 함께 출연하는 콜라보 형식으로 진행되었다.

## 소개
각 그룹 멤버들의 사생활은 물론 그들의 숨겨진 매력을 ‘생활 밀착형 버라이어티’를 통하여 꾸밈없이 보여주는 프로그램이다.

## 출연자
- 마마무
  - 솔라
  - 문별
  - 휘인
  - 화사
- 여자친구
  - 소원
  - 예린
  - 은하
  - 유주
  - 신비
  - 엄지

## 방영 목록
| 회차  | 방송일          | 부제목                                            |
| ----- | --------------- | ------------------------------------------------- |
| 제1회 | 2016년 7월 7일  | 대세 걸그룹의 좌충우돌 쇼타임 입성기              |
| 제2회 | 2016년 7월 14일 | 제작발표회 현장에서 만난 마마무와 여자친구의 모습 |
| 제3회 | 2016년 7월 21일 | 체력보충을 위한 셀프 보양식 만들기                |
| 제4회 | 2016년 7월 28일 | 최강 쫄보를 가리기 위한 공포특집 대공개!          |
| 제5회 | 2016년 8월 4일  | 여마친무의 크로스 M/V 대공개!                     |
| 제6회 | 2016년 8월 11일 | 여마친무의 연습실 습격사건 대공개!                |
| 제7회 | 2016년 8월 18일 | 여마친무 IN USA 그녀들의 버킷리스트는?            |
| 제8회 | 2016년 8월 25일 | 제1회 여마친무 배 짝꿍 운동회 대공개!             |

## 시리즈
1. EXO의 쇼타임
2. 쇼타임 - 버닝 더 비스트
3. 에이핑크의 쇼타임
4. 씨스타의 쇼타임
5. EXID의 쇼타임
6. 인피니트의 쇼타임
7. 마마무X여자친구의 쇼타임